# Paraclius desenderi
Paraclius desenderi är en tvåvingeart som beskrevs av Daniel J. Bickel och Sinclair 1997. Paraclius desenderi ingår i släktet Paraclius och familjen styltflugor. Inga underarter finns listade i Catalogue of Life.